# 英文虎報
《英文虎報》（英語：The Standard），是目前香港發行量最高的英文報紙，屬星島新聞集團旗下，於星期一至五派發，原售港幣6元，於2007年9月10日起改為免費報章，成為香港首份免費和現時唯一免費的英文報章。2000年，互聯網熱潮興起，曾經改名為《香港郵報》 (Hong Kong iMail)，並由對開 (Broadsheet) 改為小型報 (Tabloid) 的格式，直至2002年5月30日才改回原名。
《英文虎報》母公司為星島新聞集團有限公司（Sing Tao News Corporation Limited）

## 簡介
《英文虎報》現時為星島新聞集團有限公司旗下刊物，集團同時出版星島日報和頭條日報兩份中文報紙，其主要競爭對手是《南華早報》。與《南華早報》不同的是，《英文虎報》現時是免費英文報章，但只在星期一至五出版，星期六及日休息（電子揭頁版）。於中環、灣仔、鰂魚涌、九龍的港鐵荔枝角站出口附近等商業區的商廈首先派發，其後亦在私人屋苑派發
。
現時《英文虎報》總編輯是Bonnie Chen 。

## 歷史
星島日報創辦人胡文虎於1949年3月1日創辦《虎報》，當时官方中文名稱是《標準虎報》，跟其英文原名《Hong Kong "Tiger" Standard》相呼應。國共內戰結束後，由於當時的《星島日報》和虎標萬金油業績理想，帶來財政上的支持，胡文虎於是決定創辦一份以華人利益為依歸的英文報刊，志在捍衛華人平等，挑戰殖民地政府的聲音。最初《虎報》以對開（broadsheet）格式發行，編輯以華人為主，其後有不少其他國籍人士加入。在政治立場上，被泛華收購前，《星島日報》與《虎報》創辦人胡文虎一樣，比較傾向國民黨 。
早期所有《虎報》的編輯人員都曾在美國接受教育及培訓，首位編輯L.Z. Yuan，他是嘉禾娛樂創辦人鄒文懷的岳丈，後來加入的還有當時首席華人律師C.S. Kwei和他在密蘇里大學的校友Kyatang Woo。
1990年代，胡文虎的養女胡仙接管星島集團，虎報成為唯一一份在中國大陸流通的香港英文報紙。
2000年5月27日，為與主要競爭對手《南華早報》為爭奪年輕華人讀者，《英文虎報》改名為《Hong Kong iMail》(香港郵報)，並改以四開（Tabloid）格式發行，後來隨着互聯網泡沫爆破，2002年5月30日又改回原來的名字。
2001年1月，有「煙草大王」之稱的何英傑長孫何柱國透過泛華集團控股有限公司（Global China Group Holdings Limited），向胡文虎後人胡仙收購星島新聞集團51%股份，並於2005年改名為星島新聞集團有限公司。

## 發行量詐騙案件
1996年8月，有市民發現14,000份英文虎報棄置在灣仔碼頭，香港廉政公署對事件展開調查。廉署發現在1994至1997年間，星島集團一直誇大旗下《英文虎報》和《星期日英文虎報》的發行量，瞞騙廣告客戶，增加收益。三名《英文虎報》員工被廉署拘捕，並以同謀罪名控告胡仙。1998年11月23日至1999年1月20日期間，法庭審訊此案。最後，三名員工被判罪名成立，入獄4至6個月，胡仙則不被起訴 ，引起社會廣泛爭議，當時的律政司司長梁愛詩以不符合公眾利益為由不起訴胡仙。